# Déjà Vu (álbum de Metrô)
Déjà Vu é o quarto e último álbum de estúdio lançado pela banda brasileira de new wave Metrô, lançado em novembro de 2002. O álbum tem esse nome por trazer releituras de músicas de outras bandas/artistas
Contrastando com o som new wave que a banda desenvolveu durante seu apogeu em meados da década de 1980, Déjà-Vu segue em direção a uma direção muito mais lenta, influenciada pelo jazz e por gêneros tradicionais brasileiros, como samba, bossa nova e MPB, e contém numerosos covers de músicas populares.

## História
Fonte: Trash80s.com.br/
Apesar de se destacar nos anos 80 como uma banda de new wave, nesse álbum a banda conta com uma forte influência do jazz, da bossa nova e do folclore brasileiro. O disco é independente e tem participações especiais de Waly Salomão, Preta Gil, Otto, Jorge Mautner, Nélson Jacobina e Lucas Santtana. O álbum também traz regravações de Herbert Vianna, Jorge Ben Jor, Ary Barroso e Ataulfo Alves além de sucesso da propria banda, como Beat Acelerado e Sândalo de dândi (album Olhar) . O disco conta ainda com 4 canções remixadas pelos DJs Apollo 9, DJ Vu, Maga Bo, Bruno Leite e Gustavo Garcia. Além de tocar no Brasil, Déjà Vu foi lançado na França, Portugal, Itália e na Espanha. No final de abril e começo de maio de 2004, Daniel Roland, Virginie convidaram o guitarrista André Fonseca (Okotô) shows em São Paulo, Rio de Janeiro, Londres, Paris, Lisboa e Maputo (com Donatinho) todos lotados.

## Crítica
| Críticas profissionais | Críticas profissionais |
| Avaliações da crítica  | Avaliações da crítica  |
| Fonte                  | Avaliação              |
| ---------------------- | ---------------------- |
| Omelete                | [ 5 ]                  |

Escrevendo para o Omelete , Alexandre Nagado deu ao álbum 3 de 5 estrelas, chamando-o de "agradável" - porém, também afirmou que "os mais roqueiros podem não gostar do repertório [do álbum] devido à sua sonoridade influenciada pela MPB".

## Faixas
| N.º | Título                     | Compositor(es)            | Duração |  |
| 1.  | "Mensagem de Amor"         | Herbert Vianna            | 4:45    |  |
| 2.  | "Achei Bonito"             | Metrô                     | 3:13    |  |
| 3.  | "Que nega é essa"          | Jorge Ben Jor             | 4:23    |  |
| 4.  | "Coração Vagabundo"        | Caetano Veloso            | 3:12    |  |
| 5.  | "Aquarela do Brasil"       | Ary Barroso               | 4:30    |  |
| 6.  | "Johnny Love"              | Alec, Yann e Joe          | 4:16    |  |
| 7.  | "Resemblances"             | Metrô                     | 5:15    |  |
| 8.  | "Missing You"              | Metrô                     | 3:44    |  |
| 9.  | "Rapaz da moda"            | Metrô                     | 3:43    |  |
| 10. | "Everyone is wrong but me" | Metrô                     | 0:59    |  |
| 11. | "Beat Acelerado"           | Vicente, Yann e Alec      | 4:36    |  |
| 12. | "Sândalo de Dandi"         | Alec, Yann e Tavinho Paes | 4:12    |  |
| 13. | "Leva meu samba"           | Ataulfo Alves             | 2:53    |  |
| 14. | "Silence"                  | Metrô                     | 5:37    |  |
| 15. | "Déjà vu"                  | Metrô                     | 5:53    |  |

### Faixas bônus
| N.º | Título                      | Compositor(es)               | Duração |  |
| 16. | "Coração Vagabundo (Remix)" | DJ Vu e Maga Bo              | 3:04    |  |
| 17. | "Beat Acelerado (Remix)"    | Bruno Leite e Gustavo Garcia | 4:13    |  |
| 18. | "Achei Bonito (Remix)"      | DJ Vu                        | 3:13    |  |
| 19. | "Déjà vu (Remix)"           | Apollo 9                     | 4:53    |  |

## Ficha técnica
Metrô
- Virginie Boutaud - voz e vocais
- Dany Roland - loops, tronic beats, ambientes, bateria, percussão, guitarra, violão, acordeon e voz
- Yann  -  sintetizadores, tronic beats & bass, piano, violão, guitarra, sanforing, percussão e voz

Participações especiais
- Preta Gil
- Otto
- Jorge Mautner
- Nélson Jacobina
- Waly Salomão
- Lucas Santtana
- Thiago Queiroz
- André Fonseca
- Alexandre Fonseca
- Pedro Paulo Junior
- Reisado de Vila Bela vista

Produção musical
- Dany Roland e Yann - produtor, direção artística e musical